# Mantidactylus liber
Mantidactylus liber és una espècie de granota de la família dels mantèl·lids endèmica de Madagascar.
Viu en boscos humits tropicals i subtropicals, aiguamolls i boscos força degradats.
Està en perill d'extinció per la pèrdua del seu hàbitat natural.